# Santa Olalla de Valdivielso
Santa Olalla de Valdivielso es una localidad del municipio burgalés de Merindad de Valdivielso, en la Comunidad Autónoma de Castilla y León (España).
La iglesia está dedicada a san Isidoro obispo.

## Localidades limítrofes
Confina con las siguientes localidades:
- Al este con Quecedo.
- Al sureste con Toba de Valdivielso.
- Al oeste con El Almiñé.
- Al noroeste con Quintana de Valdivielso y Puente-Arenas.

## Demografía
Evolución de la población
| Gráfica de evolución demográfica de Santa Olalla de Valdivielso entre 2000 y 2022 |
|                                                                                   |
| Población de derecho (2000-2022) según el padrón municipal del INE                |